# Tokugawa Ietsuna
Tokugawa Ietsuna (徳川 家綱 (Đức Xuyên Gia Cương)  7 tháng 9 năm 1641 - 4 tháng 6 năm 1680) là vị Tướng quân thứ 4 của Mạc phủ Tokugawa tại Nhật Bản. Ông là con trai thứ hai, nhưng được xem như con trai trưởng của Tokugawa Iemitsu, và là cháu nội của Tokugawa Hidetada.

## Đầu đời (1641–1651)
Tokugawa Ietsuna sinh năm 1641, được cho là con trai cả của Tokugawa Iemitsu với người vợ lẽ của ông, Oraku no Kata sau này là Houjuin. Sau đó Ietsuna được nuôi dưỡng với chị gái của mình, Chiyohime (sinh ra bởi Ofuri) bởi vợ lẽ của Iemitsu, Oman no kata (sau này là Eikoin) và vợ của Iemitsu, Takatsukasa Takako sau này là Honriin. Sau khi Eikoin nghỉ hưu, Senhime (còn gọi là Tenjuin) đã nuôi nấng ông với Honriin. Vào thời điểm đó, cha ông là shogun theo đúng nghĩa và đã ban hành một số biện pháp chống lại Cơ đốc giáo sau cuộc Nổi dậy Shimabara đẫm máu năm 1637. Mặc dù việc đàn áp cuộc nổi dậy này đã dập tắt mọi mối đe dọa nghiêm trọng đối với sự cai trị của nhà Tokugawa, nhưng đó vẫn là một thời đại không yên bình. Ietsuna là một đứa trẻ yếu ớt, và điều này kéo dài trong những năm tháng trưởng thành của ông. Có rất ít thông tin về tuổi trẻ của ông. Tên thời thơ ấu của ông là Takechiyo (竹 千代).

## Thời kỳ nhiếp chính cho Shogun (1651–1663)
Tokugawa Iemitsu mất vào đầu năm 1651, ở tuổi 47. Sau khi ông qua đời, triều đại Tokugawa đứng trước một nguy cơ lớn. Ietsuna, người thừa kế, mới 10 tuổi. Tuy nhiên, bất chấp tuổi tác của mình, Ietsuna đã trở thành tướng quân vào năm Kei'an thứ 4 (1651). Cho đến khi ông trưởng thành, năm người nhiếp chính sẽ cai trị thay ông, nhưng Shogun Ietsuna vẫn đảm nhận vai trò là người đứng đầu chính thức của bộ máy hành chính Mạc phủ. Trong thời kỳ này, các quan nhiếp chính thực hiện quyền lực dưới danh nghĩa của shogun. Đó là Sakai Tadakatsu, Sakai Tadakiyo, Inaba Masanori, Matsudaira Nobutsuna (một thành viên xa của Tokugawa), và một người khác. Ngoài việc nhiếp chính này, Iemitsu cũng đã lựa chọn cẩn thận người anh cùng cha khác mẹ của mình, Hoshina Masayuki. Điều đầu tiên mà Shogun Ietsuna và quan nhiếp chính phải giải quyết là rōnin (samurai vô chủ). Dưới thời trị vì của Shogun Iemitsu, 2 samurai, Yui Shōsetsu và Marubashi Chūya, đã lên kế hoạch cho một cuộc nổi dậy, theo đó thành phố Edo sẽ bị thiêu rụi và trong bối cảnh rối ren, lâu đài Edo sẽ bị đột kích và shōgun lẫn cùng các thành viên khác của nhà Tokugawa và các quan chức cấp cao sẽ bị xử tử. Các trường hợp tương tự cũng sẽ xảy ra ở Kyoto và Osaka. Shosetsu là người có xuất thân khiêm tốn và anh xem Toyotomi Hideyoshi là thần tượng của mình. Tuy nhiên, kế hoạch đã bị phát hiện sau cái chết của Iemitsu, và các nhiếp chính của Ietsuna đã tàn bạo trong việc trấn áp cuộc nổi dậy, được gọi là Cuộc nổi dậy Keian hoặc "Âm mưu Tosa". Chuya bị hành quyết dã man cùng với gia đình mình và cả gia đình của Shosetsu. Shosetsu đã chọn seppuku thay vì bị bắt. Năm 1652, khoảng 800 rōnin đã dẫn đầu một cuộc xáo trộn nhỏ trên đảo Sado, và việc này cũng bị đàn áp dã man. Về sau, sự cai trị của còn Ietsuna không còn bị các rōnin quấy nhiễu nữa khi chính phủ dần thiên về hướng dân sự hơn.
Năm Meireki thứ 3 (1657), vào các ngày 18-19 của tháng 1, Ietsuna khi đó đã gần 20 tuổi, một trận hỏa hoạn lớn xảy ra ở Edo và thiêu rụi thành phố. Người vợ lẽ của Ietsuna là Oyo bị chết trong đám cháy. Phải mất 2 năm để xây dựng lại thành phố và các quan chức của Mạc phủ giám sát việc này. Năm 1659, Ietsuna chủ trì lễ khai mạc. Vào tháng thứ 11, ông kết hôn với Asa no Miya Akiko, con gái của Fushimi no Miya Sadakiyo. Người ta nói rằng mối quan hệ của ông với Asa no Miya khá tốt, mặc dù giữa họ không có con; ông nhận nuôi Naohime, con gái của Tokugawa Mitsutomo.

## Cuộc tranh giành quyền lực của Mạc phủ (1663–1671)
Năm 1663, chế độ nhiếp chính cho shōgun Ietsuna kết thúc, nhưng các nhiếp chính vẫn nắm giữ quyền lực của ông, lần đầu tiên kể từ khi thành lập Mạc phủ Tokugawa, quyền lực đứng sau Mạc phủ không còn là của shōgun như trước đây. Các cố vấn chính của Ietsuna giờ là Hoshina Masayuki, chú của Ietsuna (người mà ông vô cùng kính trọng) Itakura Shigenori, Tsuchiya Kazunao, Kuze Hiroyuki và Inaba Masanori. Mặc dù Ietsuna hiện đang cai trị theo quyền lực của riêng mình, những cựu nhiếp chính này giờ đã trở thành cố vấn chính thức của ông, và trong một số trường hợp, họ đã hành động vì ông. Tuy nhiên, trong một số trường hợp, Ietsuna lại muốn hành động theo ý của mình, như khi ông nảy ra ý tưởng hủy bỏ junshi, việc một samurai tự sát để đi theo lãnh chúa của mình khi họ chết. Mạc phủ cấm các vụ tự sát do trung thành (junshi). Năm 1669 (năm Kanbun thứ 9) một cuộc nổi dậy của người Ainu đã nổ ra ở Hokkaido. Một ví dụ khác về điều này là vào năm 1671 khi gia đình Date của Sendai vướng vào một cuộc tranh chấp quyền kế vị. Mạc phủ đã can thiệp và ngăn chặn một cuộc chiến tranh khác tương tự Cuộc biến loạn Ōnin.

## Giai đoạn Shogun tự cai trị (1671-1680)
Đến năm 1671, các nhiếp chính cũ hầu như đã chết hoặc về nghỉ hưu, và Ietsuna bắt đầu tự cai trị theo ý mình. Sau cuộc tranh chấp kế vị của Date, có rất ít những xáo trộn xảy ra trong thời gian còn lại của triều đại Ietsuna, ngoại trừ việc còn một số daimyō vẫn cố chấp không chịu phục tùng. Năm 1679, shōgun Ietsuna lâm bệnh. Việc kế vị của ông bắt đầu được thảo luận, trong đó Sakai Tadakiyo đóng một vai trò rất tích cực. Ông đưa ra gợi ý rằng con trai của Thiên hoàng Go-Sai sẽ trở thành tướng quân kế tiếp, chiếu theo tiền lệ của Mạc phủ Kamakura khi xưa, những người trên thực tế là thành viên của hoàng tộc. Tadakiyo có lẽ muốn mình sẽ giống như các nhiếp chính của nhà Hōjō trước kia, nhưng nhiều thành viên mang dòng máu Tokugawa lại ủng hộ em trai của Shogun Ietsuna là Tokugawa Tsunayoshi, người cũng là con trai của Shogun Iemitsu, trở thành shōgun tiếp theo. Ngày 4 tháng 6 năm 1680 (năm Enpō thứ 8, ngày 8 tháng 5 âm lịch), Shōgun Ietsuna qua đời, Tsunayoshi lên kế vị thay cho anh của mình. Tadakiyo bị buộc phải về hưu trong sự hổ thẹn.
Xá lợi của shogun Ietsuna được gọi là Genyū-in (厳 有 院) và được chôn cất tại Kan'ei-ji.
Mặc dù Ietsuna đã tỏ ra là một nhà lãnh đạo có năng lực, phần lớn các công việc triều chính trong thời gian cai trị của ông chủ yếu được kiểm soát và thực hiện bởi các nhiếp chính mà cha ông trước khi chết đã bổ nhiệm, kể cả khi Ietsuna được tuyên bố là đủ tuổi để tự cai trị.

## Gia đình
- Vợ: Asa no Miya Akiko (1640 – 1676), sau này là Koge'in
- Vợ lẻ:
  - Oyo no Kata (? - 1657)
  - Ofuri no Kata (1649 – 1667) sau này là Yoshun'in
  - Oshima no Kata (? - 1660)
  - Mitsuru no Kata (1660 – 1690) sau này là Enmyoin
  - Onatsu no Kata (? - 1680) sau này là Honjuin
  - Okiku no Kata
  - Ofuji no Kata, sau này là Jokkoin
  - Okoto no Kata, sau này là Zumnyoin
  - Oran no Kata
  - Omino no Kata (? - 1679)
  - Osumi no Kata
  - Yoshino no Kata (? - 1680)
- Con cái:
  - Con trai đầu tiên (chết non vào năm 1667), mẹ là Ofuri
  - Con gái đầu tiên (chết non vào năm 1660), mẹ là Oshima
  - Con trai thứ 2 (chết non vào năm 1680), mẹ là Yoshino
- Con gái nuôi: Naohime, con gái của Tokugawa Mitsutomo